# گلف‌استریم ایکس-۵۴
گلف‌استریم ایکس-۵۴ هواپیمای ساخت هوافضای گلف‌استریم آمریکا است که هم‌اکنون در حال آزمایش است.

## پیشرفت
در سال ۲۰۰۸ ساخت ایکس-۵۴ به عنوان یک هواپیمای مافوق صوت اغاز شد.